# Virus del mosaico del tabaco

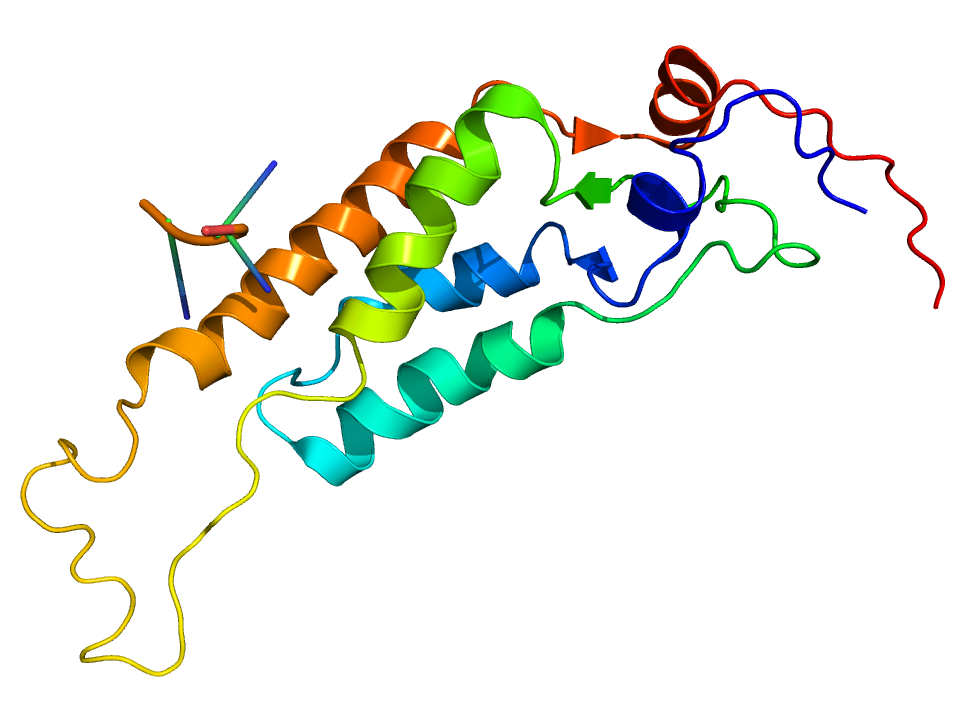
Un monómero de la cápside de la variante larga del TMV

El virus del mosaico del tabaco, Tobacco mosaic virus (TMV) o Tobamovirus tabaci es un virus ARN que infecta plantas, especialmente al tabaco y a otros miembros de la familia Solanaceae. La infección produce manchas características en las hojas (de ahí su nombre).
Fue el primer virus descubierto. Aunque desde fines del siglo XIX se sabía que esta enfermedad infecciosa dañaba las cosechas de tabaco, hasta 1930 no pudo determinarse que el agente infeccioso era un virus.
El virus del mosaico del tabaco presenta un agente subvírico denominado virus satélite del mosaico del tabaco, el cual utiliza al TMV para llevar a cabo su reproducción.

## Historia
En 1883, Adolf Mayer hizo la descripción inicial de la enfermedad, indicando que podía transferirse entre plantas de manera similar a las infecciones bacteriales. Sin embargo, en 1889, Dmitri Ivanovski demostró que un medio de cultivo filtrado y libre de bacterias seguía conteniendo el agente infeccioso.
Dmitri Ivanovski dio la primera evidencia concreta de su existencia en 1892. En 1935, Wendell Meredith Stanley cristalizó el virus y demostró que permanece activo luego de la cristalización. Por este trabajo, compartió un cuarto del Premio Nobel de Química en 1946, aunque luego se demostró que algunas de sus conclusiones (en particular, que los cristales eran proteínas puras, que se ensamblaban por autocatálisis) eran incorrectas. Las primeras imágenes de microscopio electrónico del VMT fueron realizadas en 1939 por Gustav Kausche, Edgar Pfankuch y Helmut Ruska (hermano del ganador del Nobel Ernst Ruska). En 1955, Heinz Fraenkel-Conrat y Robley Williams demostraron que el ARN del VMT y la proteína de su cápside ensablan por sí mismos el virus funcional, indicando que ésta es la estructura más estable (la que está con la energía libre más baja), y probablemente el mecanismo natural de ensamblaje sea dentro de la célula huésped.
La cristalógrafa Rosalind Franklin trabajó para Stanley durante cerca de un mes en Berkeley. Luego diseñó y construyó un modelo del VMT para la Exposición General de primera categoría de Bruselas (1958). En 1958, especuló que el virus era hueco, no sólido, e hipotetizó que el ARN del VMT era de cadena simple (monocatenario). Esta conjetura se comprobó luego de su muerte y ahora se sabe que el ARN es de polaridad positiva (RNA +).

## Estructura
El virus del mosaico del tabaco tiene una apariencia de varilla. Su cápside está hecha de 2130 moléculas de proteína de recubrimiento y una molécula de ARN genómico de una sola hebra, de 6400 bases de largo. La proteína de recubrimiento se autoensambla en la estructura helicoidal en forma de varilla (16,3 proteínas por vuelta de hélice) alrededor del ARN que forma una estructura de bucle en horquilla (véase la micrografía electrónica anterior). El monómero de proteína consiste en 158 aminoácidos que se ensamblan en cuatro alfa-hélices principales, que se unen por un bucle prominente proximal al eje del virión. Los viriones son de ~ 300 nm de longitud y ~ 18 nm de diámetro. [12] Las microfotografías de electrones negativamente teñidas muestran un canal interno distinto de ~ 4 nm. El ARN se localiza en un radio de ~ 6 nm y está protegido de la acción de enzimas celulares por la proteína de recubrimiento. Hay tres nucleótidos de ARN por monómero de proteína. [13] Se estudió la estructura de difracción de fibra de rayos X del virus intacto basada en un mapa de densidad de electrones a una resolución de 3,6 \ ring {A}.

## Genoma

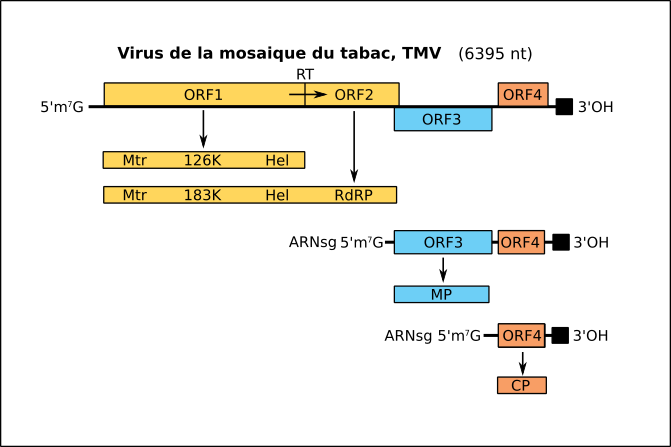
Genoma del virus del mosaico del tabaco.

El genoma TMV consiste en un ARN de cadena sencilla (ss) de 6,3 - 6,5 kb. El extremo 3 'tiene una estructura similar a ARNt. El extremo 5 'tiene un tapón de nucleótido metilado (m7G5'pppG). [14] El genoma codifica 4 marcos de lectura abiertos (ORFs), dos de los cuales producen una única proteína debido a la lectura ribosómica de un codón de parada UAG con fugas. Los 4 genes codifican una replicasa (con los dominios metiltransferasa [MT] y ARN helicasa [Hel]), una RNA-polimerasa dependiente de ARN, una proteína de movimiento (MP) y una proteína de la cápside (CP).